# Abdulrahman Alrajhi
Abdulrahman Alrajhi  est un cavalier saoudien de saut d'obstacles.

## Carrière

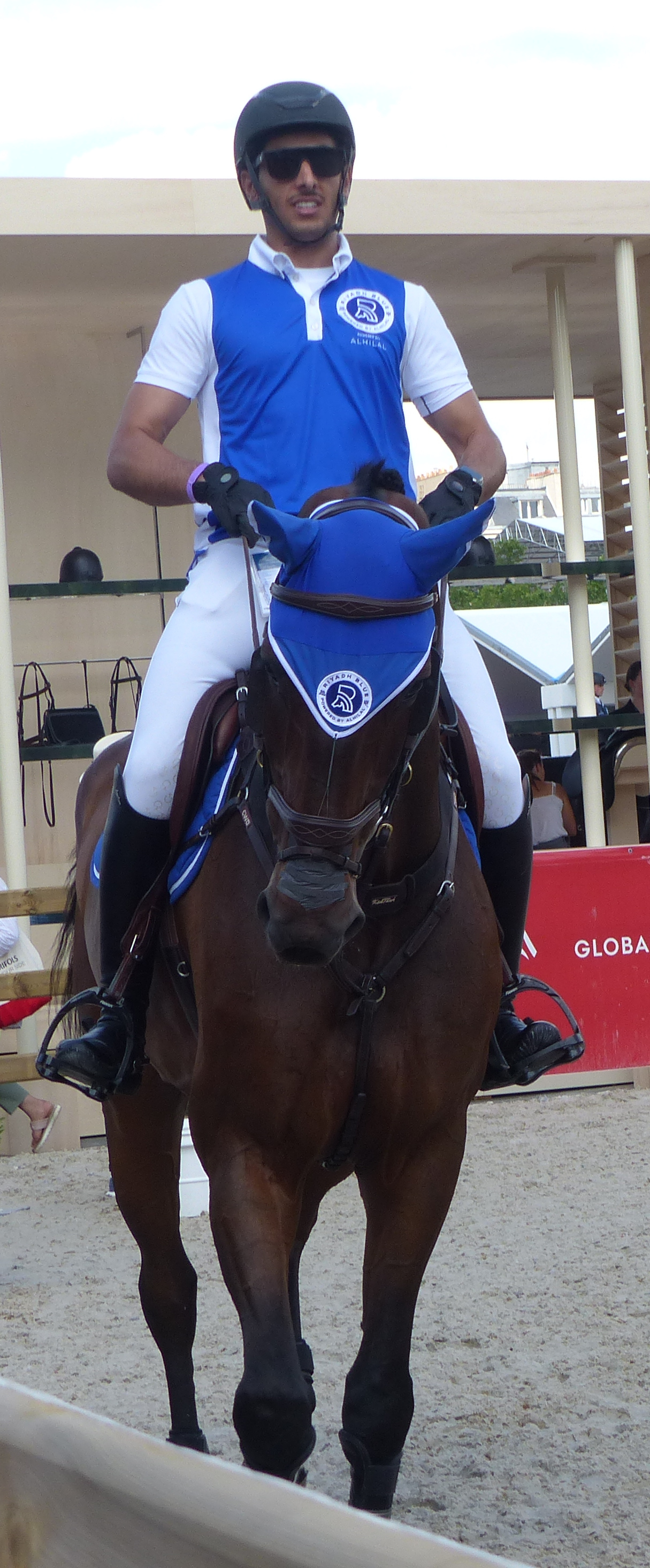
Abdulrahman Alrajhi et Ventago au Paris Eiffel Jumping de 2023.

Il rencontre l'opportunité de concourir en saut d'obstacles pour la première fois à domicile à l'occasion du festival équestre de Dariya en 2019, approuvé par la Fédération équestre internationale.
Le 18 août 2022, il remporte le CSI2* de Kronenberg. En décembre 2022, il décroche une étape Coupe du Monde à Riyad au terme d'un parcours en 45,20 secondes sur des obstacles de 1,55 m. Il participe à la cérémonie d'ouverture des Jeux saoudiens de 2023.
Il remporte la médaille d'or des Jeux asiatiques de 2023 en individuel et par équipes. Il termine premier du CSI4*-W d'Abou Dabi le 23 décembre 2023, en selle sur le hongre Babalou.
Il fait partie des deux cavaliers saoudiens de saut d'obstacles qualifiés pour les Jeux olympiques d'été de 2024,.
Il remporte l'épreuve d'ouverture de l'étape Global Champions Tour de Doha en février 2024 avec Ventago,.

### Vie privée
Il a pour particularité d'être très présent et actif sur les réseaux sociaux, avec 94 000 followers sur Instagram en mars 2024. Il est souvent photographié portant des costumes et coiffé avec les cheveux gominés et la raie sur le côté.
En dehors de l'équitation, il pratique le ski et le parapente, entre autres dans la station de ski de Courchevel.